# Корнишин, Михаил Степанович
Михаил Степанович Корнишин (21 ноября 1920, с. Турдаково, Порецкий район, Чувашская АССР — 28 апреля 1991, Казань) — советский учёный-механик, специалист в области нелинейной механики тонкостенных конструкций и методов их расчёта, доктор физико-математических наук, профессор (c 1970). Заслуженный деятель науки и техники РСФСР (1991).

## Биография
Окончил с отличием Казанский государственный университет по специальности «механика». С 1942 по 1951 годы работал на заводе № 543 Министерства вооружения СССР в Казани. Отмечен медалью «За доблестный труд в Великой Отечественной войне 1941—1945 гг.» и почётной грамотой и премией Всесоюзного совета научных инженерно-технических обществ за внедрение передовой техники.
С 1951 года работал в Казанском физико-техническом институте КФ АН СССР. В 1954 году защитил кандидатскую, а в 1963 году — докторскую диссертации в области нелинейной механики оболочек. C 1965 по 1976 годы заведовал лабораторией нелинейной механики оболочек, а с 1976 по 1987 годы — отделом теории оболочек, с 1988 года до своей смерти в 1991 году занимал должность главного научного сотрудника.